# Zoete Lieve Vrouw van Den Bosch

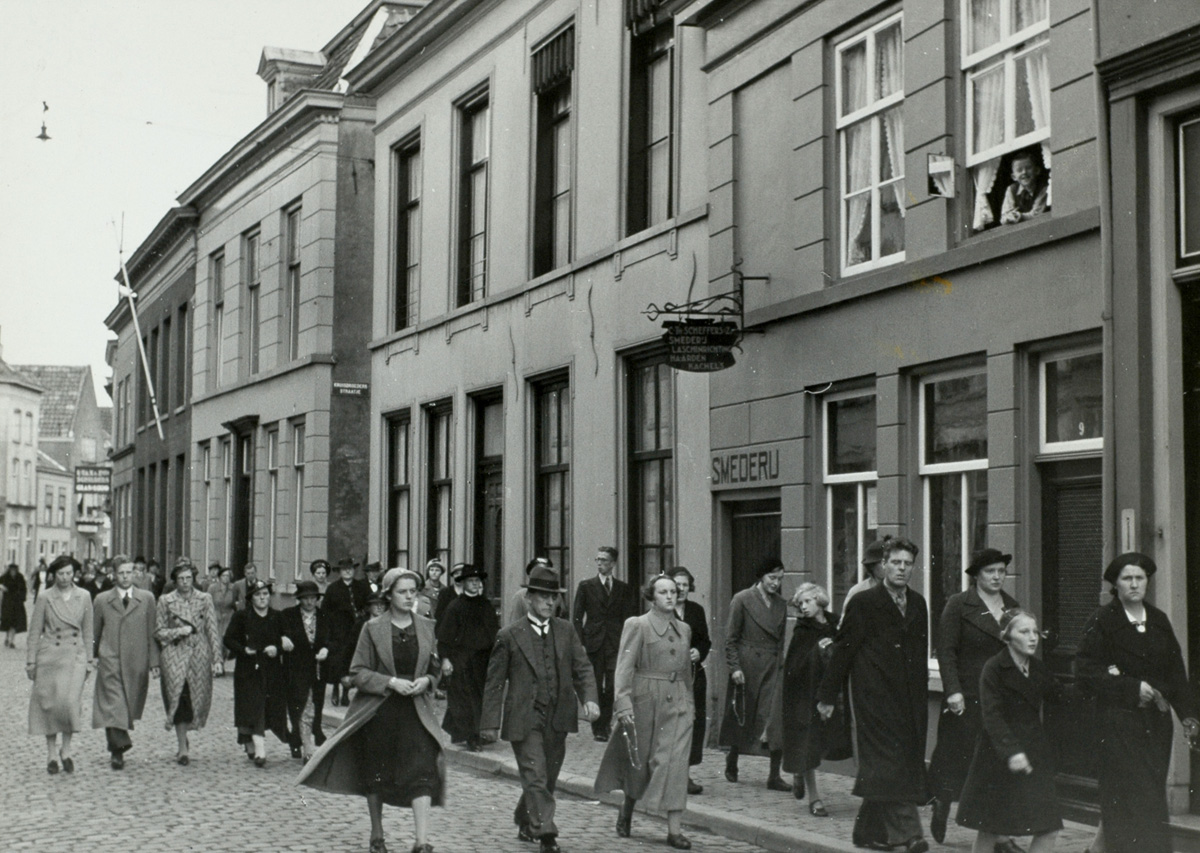
Stille Omgang in Den Boch (juli 1938)

De Zoete Lieve Vrouw van Den Bosch of Zoete Moeder is een van de genadebeelden van de Heilige maagd Maria die in Nederland het middelpunt vormen van een bedevaart. Het wordt sinds 1380 (zeker) vereerd in de Sint-Janskathedraal te 's-Hertogenbosch. Wonderbeelden worden meestal als niet fraai beoordeeld, maar de Zoete Moeder is het enige waarvan de verering juist is begonnen omdát men het lelijk vond.

## Legende
Volgens de legende werd het verwaarloosde beeld in januari 1380 tijdens de bouw van de kathedraal tussen een bundel planken gevonden door een jonge gezel die op zoek was naar brandhout. Toen hij het in twee stukken wilde hakken zou hij zijn tegengehouden door zijn baas, die zag dat het een oud Maria-beeld was. De gezel zou het beeld op Witte Donderdag naar het rustaltaar voor het Lichaam van Christus hebben gebracht. Toen dit de volgende dag werd opgeruimd zou alleen het oude beeld zijn overgebleven. Een monnik, broeder Wout, zou het naar het altaar van Sint-Michiel in een van de straalkapellen achter het hoogkoor hebben gebracht. De kanunnik die daar elke dag de mis las zou het na korte tijd hebben laten weghalen, en broeder Wout zou hebben gevraagd of hij het beeld mocht meenemen. Het zou echter ineens loodzwaar zijn geworden en zou daarom maar in de Mariakapel zijn geplaatst, onzichtbaar achter een altaar. Broeder Wout zou een manteltje hebben geregeld en zou een deel van het beeld dat het Kind Jezus voorstelde buiten de kerk hebben teruggevonden. Hij zou het beeld in de zomer van 1381 op het altaar van de heilige Martinus hebben geplaatst, waar er de draak mee zou zijn gestoken. Aan een voorbijgangster die er ook een vinnige opmerking over zou hebben gemaakt zou Maria ’s nachts zijn verschenen om te vragen “Waarom zeg je dat ik lelijk ben? Ik, die schoon ben in het eeuwig leven, in het hoogste des hemels! Ik beveel u dus, dat gij tot mij uw toevlucht neemt, om uw lijden te boven te komen en om het eeuwig leven te verwerven.” De vrouw zou de volgende dag in de kerk een adellijke dame hebben gevraagd het beeld te laten opknappen.

## Genezingen

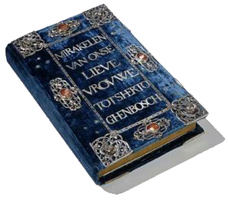
Het mirakelboek Mirakelen van Onse Lieve Vrouwe tot sHertogenbosch

Niet veel later zou een zekere Hadewich van Vichten van lamheid zijn genezen nadat een verschijning van Christus haar had aangeraden de heilige maagd bij de versleten beeltenis om voorspraak te vragen. Dit zou de eerste van een lange reeks wonderen zijn geweest, vooral onverklaarbare genezingen. Bijna 500 mirakelen zijn hiervan opgetekend in het zogenaamde mirakelboek genaamd Mirakelen van Onse Lieve Vrouwe tot shertogenbosch en omvatten de tijdspanne van 1381-1603. Wonderen die in de kathedraal opgetekend werden doordat mensen van heinde en verre op bedevaart kwamen en over hun belevenissen verhaalden. Het boek is het hele jaar te zien in de mariakapel en omvat verhalen van bedevaartgangers van plaatsen in de Nederlanden en ver daar buiten, zoals onder anderen (niet limitatief qua opsomming) uit Dantzig (Gdansk in het huidige Polen), Aachen, Koningsberg in Pruisen, Bremen, Kleve, Emmerich (Duitsland), Mechelen, Leuven, Brussel, Brugge, Antwerpen (België), Amsterdam, Haarlem, Groningen, Gouda, Delft, Utrecht, Maastricht, Zierikzee, Zaltbommel, Harlingen en Kampen. En uiteraard 's-Hertogenbosch zelf met daaromheen liggende plaatsen als Den Dungen, Oisterwijk en Sint Oedenrode. Wonderen waarin pelgrims verklaarden dat er onverklaarbare genezingen rondom hen plaatsvonden op mariale voorspraak, Maria in dromen verscheen om gelovigen naar
's-Hertogenbosch op pelgrimage te laten gaan om te genezen van hun ziekte of zelfs wonderen uit dank voor een onverklaarbare terugkeer van situaties waar de dood al zowat was ingetreden.

## De Zoete Lieve Vrouw/ Zoete Moeder en de start van haar verering
Na de start van de wonderen in 1380 werd het 'lelijke' beeld voor het eerst serieus gerestaureerd, en kreeg ongeveer het huidige uiterlijk. Het werd zo beroemd dat de gelden van de bezoekende pelgrims de bouw van de huidige kathedraal mogelijk maakten. Edelen en vorsten, waaronder Filips II, keizer Maximiliaan van Oostenrijk, hertogen van Brabant/Gelre en Parma, Philips de Schone, Karel V, Albertus van Oostenrijk, Erasmus, de H. Leonardus van Veghel, de H. Petrus Canisius kwamen hier ter bedevaart. Zij allen hebben bij de Zoete Moeder geknield en gebeden. Maar eerst en vooral werd de kapel van de “Zoete Moeder” zoals ze in het vervolg werd genoemd, een thuis en toevluchtsoord voor eenvoudige Bosschenaren.

## Beeldenstorm en reformatie
Toen 's-Hertogenbosch op 22 augustus 1566 door de beeldenstorm getroffen werd, bracht men het beeld van de Zoete Moeder in veiligheid op het stadhuis. Later werd het weer in de kapel geplaatst, maar in 1629 viel de stad in handen van de protestanten, die het met de andere beelden van de Sint-Jan wilden verbranden. Twee karmelieten hadden het toen echter al naar de bisschop gebracht, die het in veiligheid had laten brengen bij Anna van Hambroeck, een katholiek verwante van de nieuwe gouverneur. Deze Anna smokkelde het beeld naar Antwerpen, en later werd het op verzoek van Aartshertogin Isabella, en met toestemming van de bisschop van bisdom 's-Hertogenbosch (Michael Ophovius), naar Brussel gebracht. Voorwaarde was dat deze stad het niet als haar eigendom zou beschouwen, maar aan het bisdom 's-Hertogenbosch zou teruggeven als daar het katholieke geloof zou zijn hersteld.

## Brussel
In Brussel werd het beeld in hoge ere gehouden, het werd zelfs elk jaar in processie door de stad gedragen, net als in 's-Hertogenbosch het gebruik was geweest. De Brusselaars raakten bijzonder gehecht aan het Bossche genadebeeld, dat in de kerk Sint Jacob op Koudenberg troonde op een altaar van gestucte wolken. Het kostte Den Bosch de grootste moeite om het beeld terug te krijgen. De mastodontbisschop monseigneur Zwijsen bemoeide zich ermee, en kreeg het op den duur toch gedaan: op 27 december 1853, het feest van Johannes de Evangelist (patroonheilige van de Sint Janskathedraal), keerde het beeld - onder grote belangstelling - terug naar haar kapel in de Sint-Jan. Het 75-jarige jubileum van deze terugkeer was de reden om de titel basiliek minores aan de kerk te geven.

## Verering na 1853 (herstel van de bisschoppelijke hiërarchie)

### Algemeen
Maria, als Zoete Lieve Vrouw van 's-Hertogenbosch oftewel de Zoete Moeder wordt heden ten dage nog steeds door mensen van heinde en verre het gehele jaar in de Bossche Sint-Janskathedraal bezocht. Het aantal kaarsen dat jaarlijks bij de Zoete Moeder wordt gebrand ter intentie van een gedachte, gebed en/of een bedevaart bedraagt ook in de 21e eeuw, ondanks de ontkerkelijking, naar schatting zo'n 400.000. Vooral in de meimaand, waarin Maria als Moeder Gods centraal staat in de katholieke geloofsverering, vinden er veelvuldig bedevaarten plaats vanuit de Meierij (streek ten oosten en ten zuiden van Den Bosch), de Langstraat (streek ten westen van Den Bosch) en de Bommelerwaard (streek in Gelderland ten noorden van Den Bosch). Wandel- en fietspelgrimages van 20 en 30 kilometer om dan nadien een van vele eucharistievieringen in de kathedraal bij te wonen op de zaterdagen -, zon- en feestdagen zoals Hemelvaart en Pinksteren vallend in de meimaand blijven traditioneel geliefd. De kathedraal wordt elke meizaterdag (viering 12.30 uur) en meizondag (vieringen vanaf mei 2022 om 8.00 uur, 10.00 uur en 12.00 uur) door duizenden pelgrims en parochianen bezocht. Vele koren en Brabantse gilden komen dan op bedevaart naar 's-Hertogenbosch. Op de meizaterdagen wordt door de Broederschap gepoogd om gildes door de straten van de binnenstad van 's-Hertogenbosch op te laten trekken naar de Sint Janskathedraal alwaar de eucharistieviering met gilde eer wordt bijgewoond.

### Bidtocht op Moederdag

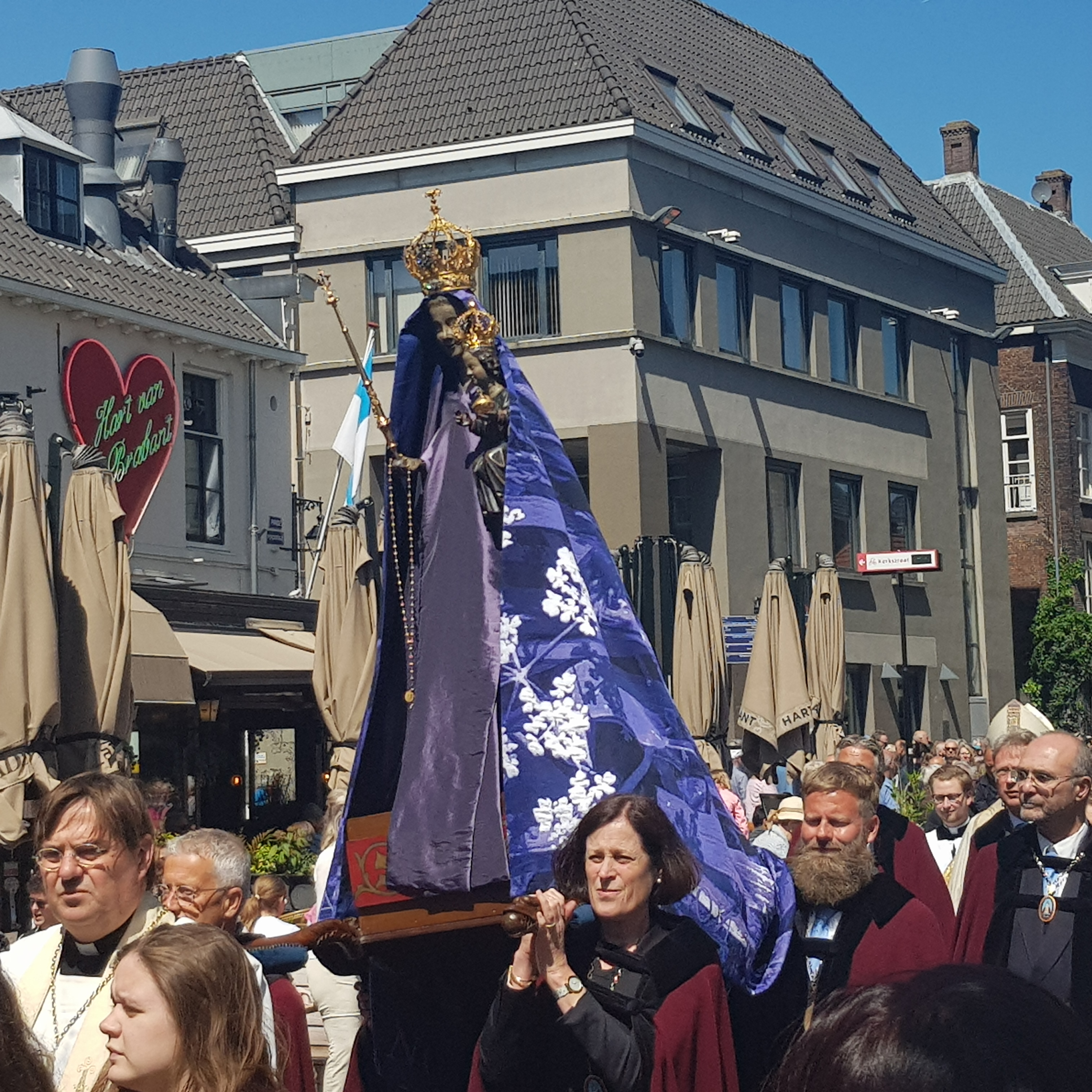
Bidtocht 8 mei 2022

Op de tweede meizondag, Moederdag, vindt traditioneel de bidtocht plaats met het beeld van de Zoete Lieve Vrouw. Ook hieraan is een markante geschiedenis van ontwikkeling en beleving verbonden. Na het herstel van de bisschoppelijke hiërarchie in 1853 kon er weer een jaarlijkse processie met de Zoete Moeder georganiseerd worden. De populariteit was groot, en in 1889 deden er naar schatting 15.000 tot 20.000 deelnemers aan mee. Vanaf 1916 kreeg de jaarlijkse processie een meer feestelijk karakter, wat de plechtige omgang werd genoemd. Een processie met gekostumeerde deelnemers, die historische en Bijbelse taferelen uitbeeldden. Na de jaren vijftig nam de populariteit af, om in 1967 plaats te maken voor een processie met een veel soberder karakter. Het werd daarna de 'bidtocht' genoemd. Het is de traditionele route van de 14e-eeuwse mariaweg, die dan met de Zoete Moeder gelopen wordt. Deze 14e-eeuwse middeleeuwse beeweg door de Bossche binnenstad kent tal van Mariabeelden aan de gevels. De gelovigen vergezellen de Zoete Moeder door de Bossche binnenstad, door straten met vele blauw-witte (mariale) vlaggen aan de gevels. Dit wordt door de commissie "Stille Omgang" van de Broederschap van de Zoete Lieve Vrouw van Den Bosch verzorgd. In de Brabantse/Bossche duiding is deze processieroute beter bekend als Beeweg. 
Sinds 2018 wordt de bidtocht gepland meteen na de laatste eucharistieviering van deze zondag; de tocht vangt dan aan omstreeks/vanaf 13.00 uur. De bidtocht (die langzaamaan weer meer processieachtige uitstraling krijgt) door de binnenstad vindt echter enkel doorgang als de weersvoorspellingen het toelaten. Aangezien het beeld van de Zoete Moeder kwetsbaar is, mag er geen regen voorspeld zijn.

### Processieroute of beeweg
De beeweg gaat langs de straten/huizen in de Bossche binnenstad, waar volgens de overlevering, de Zoete Lieve Vrouw van Den Bosch in de 14e eeuw gelopen zou hebben ten tijde van een grote pestuitbraak. Volgens de overlevering zou zij dit alleen hebben gelopen. Aanvankelijk stond op de dag voorafgaande aan haar tocht, zo ook de overlevering schetst, een processie gepland om Haar voorspraak te vragen voor heil en genezing van de vele pestlijders. Vanwege het heel slechte weer op de dag van de processie was deze echter niet gehouden, maar daags erna in de vroege ochtend vond men het miraculeuze beeld van Maria midden in de kerk staand met besmeurd onderkleed. Nadien bleek op deze dag de wonderbaarlijke genezing van pestlijders langs de huizen van het binnenstedelijke stratenpatroon, waarlangs heden ten dage nog steeds de bidroute in de Bossche binnenstad wordt gelopen. Zowel op Moederdag in de meimaand als tijdens de Bossche Marianoveen (een negen daagse bid- of voorspraaktraditie) van de Zoete Lieve Vrouw die op 7 juli, Haar feestdag, jaarlijks aanvangt tot en met 15 juli. 

### Traditie van de Bossche marianoveen
De traditie van de Bossche Marianoveen (7-15 juli), zoals die nu is, bestaat sinds 1866. 1866 markeert het jaar dat Den Bosch leed onder de cholera. In dat jaar is een "extra lus" bij de 14e-eeuwse beeweg getrokken (de hoek: Korenbrugstraat-Lepelstraat/Vismarkt- Visstraat) om langs de mariakapel in de Lepelstraat te lopen. Dat is door de vereniging Mannenomgang gedaan, de eerste grote groep mannen die groepsgewijs de bidtocht gingen lopen. Het was het jaar dat het samenkomen in de St. Jan door de kerkelijke autoriteiten niet werd toegestaan vanwege het besmettingsgevaar van cholera. Omdat de Bosschenaren niet bij de Zoete Moeder konden starten in Haar Sint Jan, betrok men de Mariakapel in de Lepelstraat bij de route, waar men een kaars kon aanlichten. Zoals dat heden ten dage, ook nog steeds mogelijk is. 
Het lopen van de oude beeweg als noveentraditie door de Bossche binnenstad is echter eerder ontstaan. Na de inname van de stad door Frederik Hendrik, bijgenaamd de stedendwinger, in september 1629 mochten er vanaf 1629 tot 1810 in de stad geen openbare (katholieke) processies en geloofsuitingen worden gehouden. De staats-gereformeerde godsdienst (het toegestane protestantisme) was voor het religieuze leven in de stad in dat tijdvak officieel bepalend. Officieus leefde het katholicisme ondergronds voort door de vele schuilkerken die in het geniep werden ingericht. Priesters werden heimelijk de stad in gesmokkeld. Met de plotse ommezwaai van de religieuze wind en het snel gearrangeerde vertrek van het beeld van de zoete Moeder naar Brussel in september 1629 (zie eerder) pakten de katholieke Bosschenaren (met name vrouwen) het gebruik van een stille omgang op, door stilletjes (zwijgend bij zichzelf biddend) door de hen bekende straten van de beeweg te lopen. Zo ontstond tijdens de staatse overheersing van de stad langzaamaan de traditie van het lopen van de Stille Omgang; een noveen van 9 dagen achterheen in stilte door het lopen daarvan rondom de oude feestdag van de Zoete Moeder. Veelal in de avonduren als individu of tweetallen, echter niet groepsgewijs. Dit zou als een provocatie gezien worden door de toenmalige protestantse stedelijke overheid en tot problemen hebben kunnen leiden.

### Wit-gele boeketten en blauw-witte vlaggen

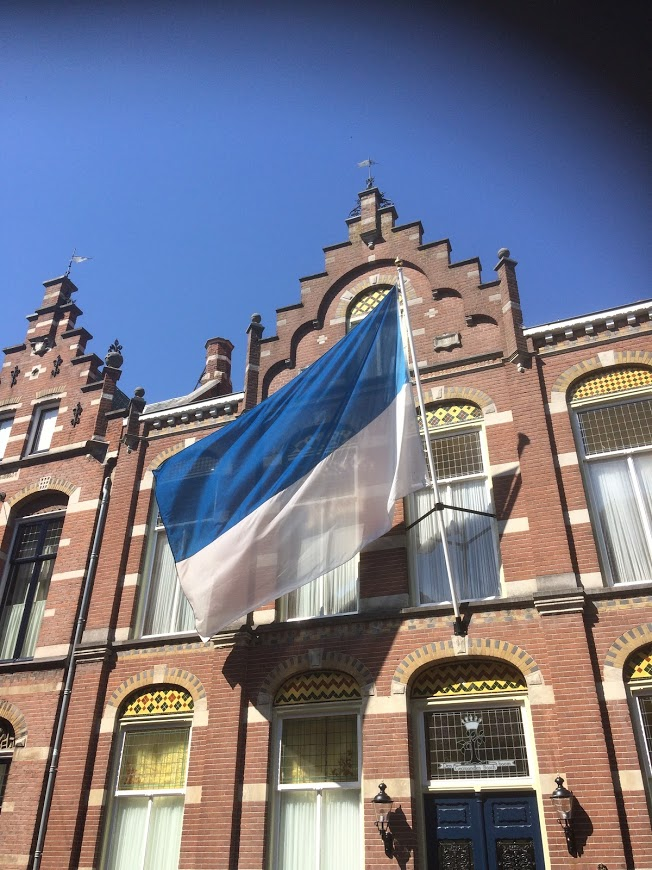
Een blauw-witte vlag in de meimaand

In de christelijke iconografie  staat de liturgische kleur blauw voor de hemel, voor het goddelijke en voor Maria. Dit stamt uit 1570 (uit de "Missale Romanum": het liturgische boek dat de teksten, liturgie en de kleuren van feesten en gebruiken in de rooms-katholieke kerk toen heeft vastgelegd. Dit "missale" is eeuwen later op onderdelen aangepast met het "nieuwe" Romeinse missaal van 3 april 1969 vastgesteld naar aanleiding van het Tweede Vaticaans Concilie). De kleur wit is een kerkelijke liturgische feestkleur, die ook tijdens de vieringen in de paas- en kersttijd als liturgische kleur wordt gebruikt. De kleur verwijst ook rechtstreeks naar de grootsheid van Christus: het Licht van de wereld. De kleur wit wordt ook op feestdagen van Maria als kleur gehanteerd. De combinatie blauw-wit als mariale kleuren is hier als combinatie op gestoeld.

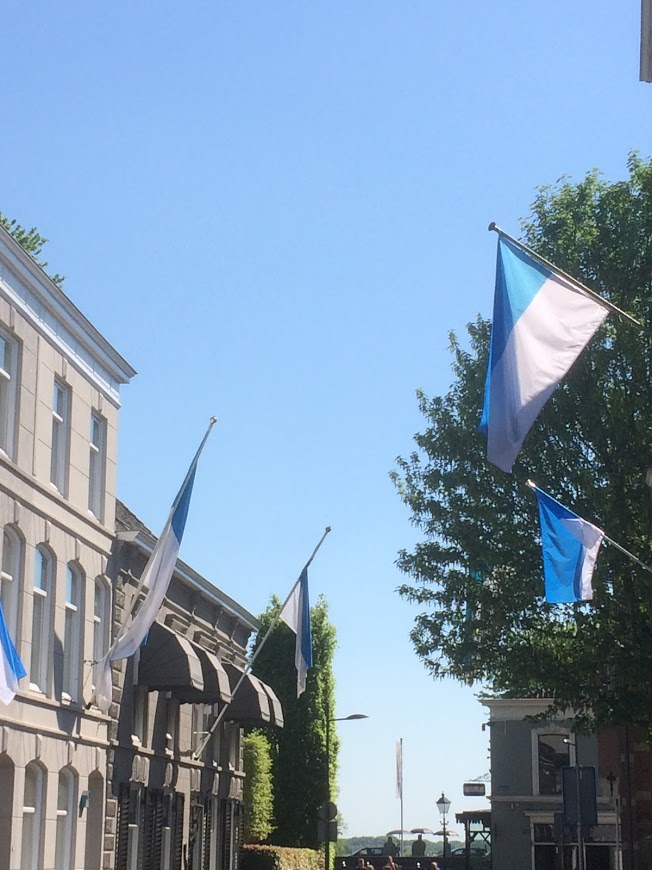
Den Bosch in mei (2018)

Wit-gele boeketten die op de Bossche beeweg in mei worden opgehangen bij de grotere mariabeelden en afbeeldingen verwijzen naar de katholieke pauselijke kleuren. De kleuren van Vaticaanstad die katholieken wereldwijd als de katholieke kleuren gebruiken ("en ervaren") bij officiële katholieke gelegenheden als priesterwijdingen, bisschopswijdingen en kerkelijke hoogfeesten. Hier sluit de Bossche beeweg dus in geel-wit en blauw-wit in de meimaand op aan. Ook tijdens de julinoveen van 7 tot en met 15 juli van elk jaar.

### Mariakapel St. Jan
Buiten de meimaand vindt u de Zoete Moeder in haar eigen kapel aan de noordzijde in de Bossche Sint-Janskathedraal, traditioneel in een zee van bloemen en 100 brandende kaarsjes. Veel Bosschenaren, Brabanders en andere bezoekers brengen wekelijks bloemen en steken na gebed om voorspraak een kaars aan. Aan de wanden van de kapel bevinden zich plusminus 1100 ex voto's (geschenken uit dank om genezing, verhoring of vertroosting) in grote schilderijachtige constructen geplaatst. Ook deze voorwerpen zijn geschenken van pelgrims (uit de 19e, 20e en 21e eeuw) die, vanuit hun geloofsbeleving Maria om haar voorspraak danken, via een stoffen wijze van dank die uitgesproken wordt voor steun in gebed, genezing en/of bemoediging. De verhalen achter deze geschenken zijn niet zo opgetekend als die van het oude middeleeuwse mirakelboek. Wel is bekend wie dit heeft gedaan met de omschrijving van de schenking (bijvoorbeeld een zilveren been of zilveren hart). Omwille van de privacy wordt echter met deze gegevens, ook gelet op de huidige Europese privacywetgeving (AVG) terughoudend omgegaan.

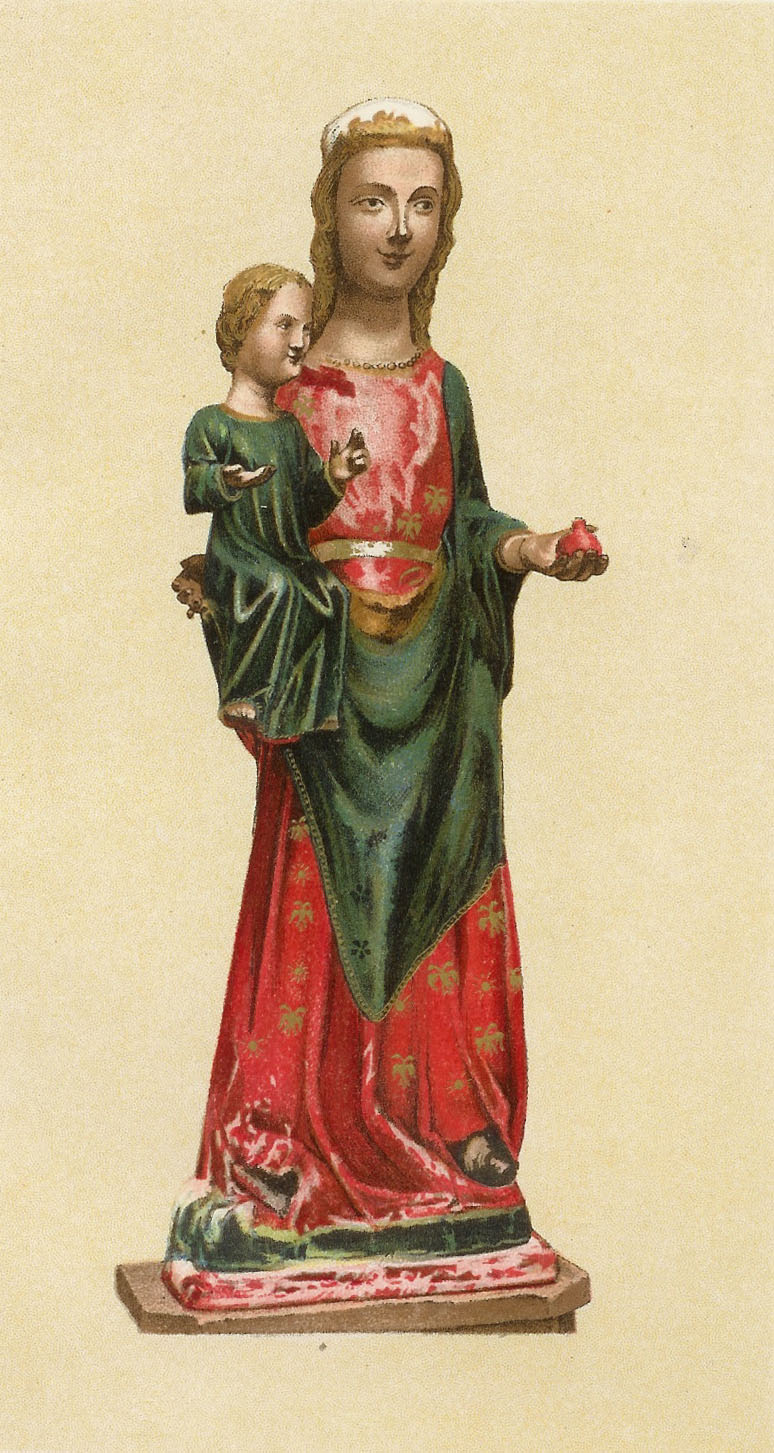
Uit Maria's Heerlijkheid in Nederland van pater Jan Kronenburg (ca. 1900)
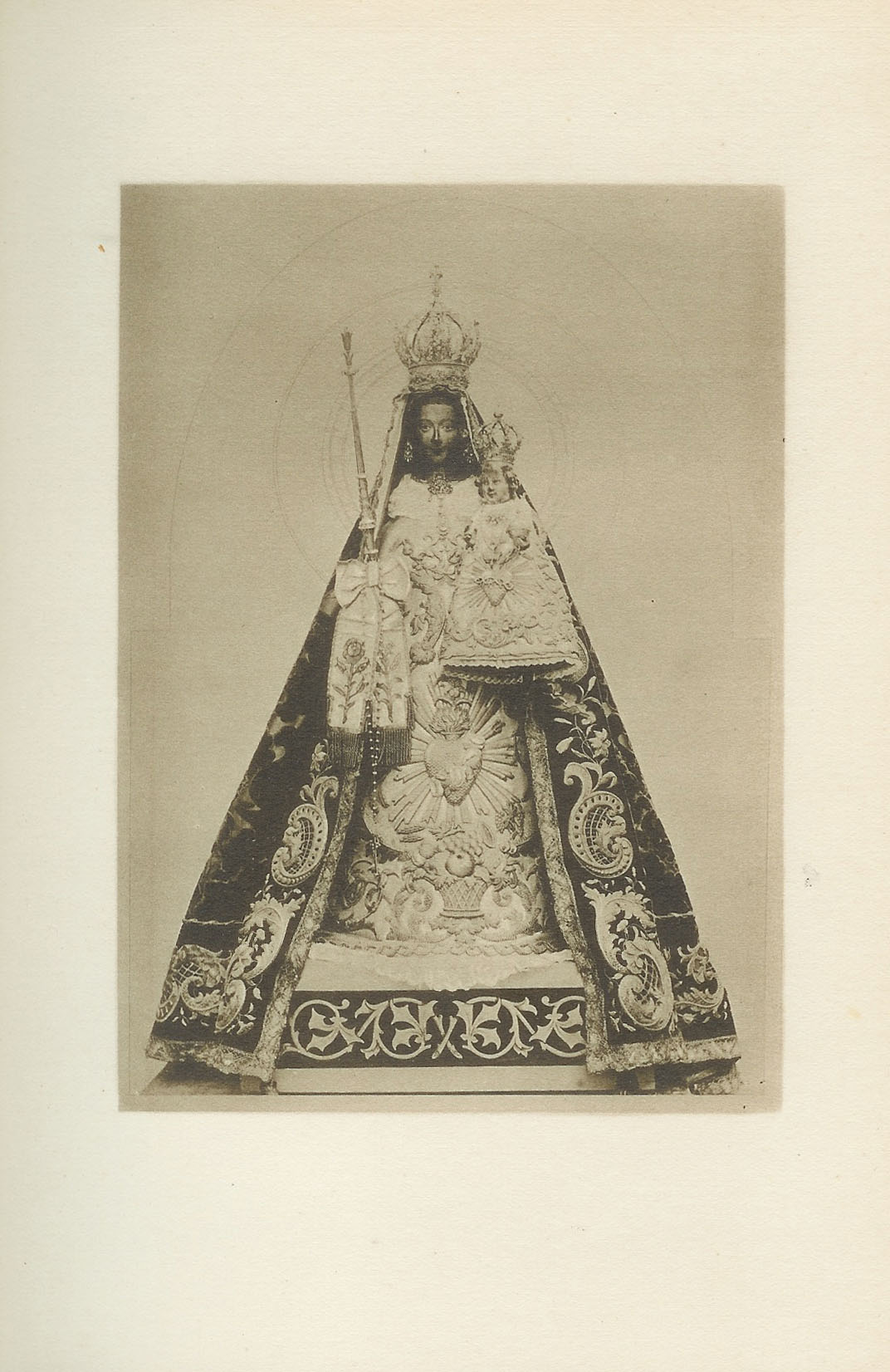
Uit Maria's Heerlijkheid in Nederland
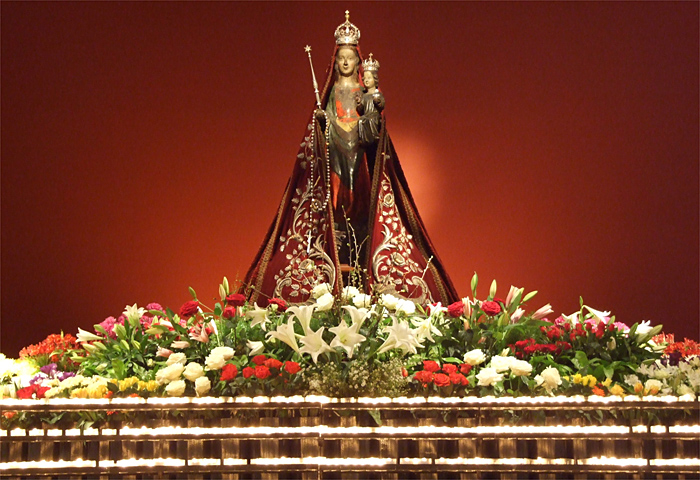
Genadebeeld in de Mariakapel